# Лакон (овца)
Лакон е френска порода овце с предназначение добив на мляко и месо.

## Разпространение
Породата е създадена, чрез целенасочена селекция във Франция и е наречена на възвишенията Лакон, в департамента Тарн, където се развъжда. Това е една от най-многочислените породи овце във Франция. Представителите ѝ са добре приспособини към различни климатични условия и поради тази причина се отглеждат в редица страни като Испания, Португалия, Италия, Швейцария, Австрия, Унгария, Бразилия, Тунис, САЩ и други. През 2007 г. е внесена и в България.
Към 2008 г. броят на представителите на породата в България е бил 124 индивида.
Рисков статус – нова за България.

## Описание
Овцете от породата се отглеждат най-вече за производство на мляко. Добре приспособени са към планински райони с надморска височина 300 – 1000 m и райони със сух климат. Главата е фина, леко удължена, с прав профил. Очите са големи, светложълти. Ушите са дълги разположени почти хоризонтално. Тялото е дълго, а краката са здрави. Вълната е бяла.
Овцете са с тегло 70 – 80 kg, а кочовете 95 – 120 kg. Средният настриг на вълна е 1,5 kg при овцете и 2,5 kg при кочовете. Плодовитостта е в рамките на 190 – 200%. Средната млечност за лактационен период е 350 – 370 l.
Млякото добивано от овцете във Франция се използва за приготвянето на световноизвестната марка сирене Рокфор.